# Звоначка река
Звоначка река или Блаташница је најзначанија притока реке Јерме у Србији.

## Географске одлике
Звоначка река је по дужини тока од 15,88 km и по површини слива од 76,12 km² трећа је најзначајнија притока Јерме. Образује се од Нашушковске и Ракитске реке које се састају код села Звонце. Нашушковска река је дужа саставница - 11,56 km, док је Ракитска река мања и дугачка 9,5 km. Од Звонца до ушћа у Јерму Звоначка река дугачка је 4,32 km.

### Слив
Слив Звоначке реке има изразити амфитеатралан облик. Уоквирен је високим развођима са свих страна, до самог ушћа. Просечна висина слива је велика и износи 1.025 метара, густина речне мреже је такође велика – 2,09 km/km², речне долине су дубоке, а падови речног корита изразити. Због „округластог“ облика и коефицијент пуноће слива је велики и износи 0,41, тако да падавине брзо доспевају до речног корита.
Бројни токови у сливу Звоначке реке одликују јаружастим долинама, а при јачим кишама носе обиље наносе.. Због ових наноса Звоначку реку локално становништво често назива и Блаташницом.
На ушћу у Јерму, Звоначка река образује велику плавину. Урвина је 1972. године преградила долину Ветренске реке, десне притоке Звоначке реке при чему је формирано Ветренско (Звоначко) језеро.

### Вегетација
Иако је највећи део слива Звоначке реке покривен шумом често, то није права храстова шума, већ шума типа шикаре.

## Галерија
- Кањон „Цедиљка” је природна атракција недалеко од Звоначке бање. Усекла га је река Блатасница.
- Кањон „Цедиљка” је природна атракција недалеко од Звоначке бање. Усекла га је река Блатасница.
- Речно корито Блатаснице или Звоначке реке у кањону „Цедиљка”.
- Речно корито Блатаснице испред кањона „Цедиљке”.